# Charles de La Guéronnière
Pour les articles homonymes, voir Famille du Breuil-Hélion de La Guéronnière, Breuil et Hélion.
Pierre-Marie-Antoine-Charles Dubreuil-Hélion de La  Guéronnière  dit le « baron de La Guéronnière », né au Dorat le 16 mai 1827 et mort à Toulouse le 26 janvier 1866, fut un sous-préfet puis préfet français au XIXe siècle.

## Biographie
Descendant d'une famille poitevine et limousine d'ancienne noblesse et légitimiste, Charles de La Guéronnière est le frère cadet d'Alfred et Arthur de La Guéronnière, qui s'illustrèrent dans le journalisme politique. Il épouse 
Yseult de Carrion d'Espagne de Nisas-Paulin, petite fille du Général-Marquis Henri de Carrion-Nisas. Sa fille, Marguerite de La Guéronnière, épouse l'ambassadeur de France le comte Olivier d'Ormesson. 

À la suite de son frère Arthur, Charles de La Guéronnière se rallia en 1851 à Louis-Napoléon Bonaparte, futur Napoléon III, qui lui confia par la suite divers postes de sous-préfet puis de préfet :
- Sous-préfet de Bressuire (1er décembre 1851) ;
- Sous-préfet d’Étampes (16 mars 1853) ;
- Secrétaire général de la préfecture de Seine-Inférieure (8 août 1855) ;
- Préfet des Vosges (13 novembre 1857) ;
- Préfet de Saône-et-Loire (19 septembre 1862) ;
- Préfet de Haute-Garonne (1er janvier 1866).

Comme son frère Arthur, il avait présenté sa démission au lendemain du Coup d’État du 2 décembre 1851. Ce mouvement de protestation purement formel resta cependant sans suite et ne nuisit guère à sa carrière, qui bénéficia surtout des services rendus par Arthur au chef de l’État. Lors de sa visite à Niort, en octobre 1852, le prince-président ne manqua pas de le rappeler au jeune sous-préfet : « Monsieur, votre frère est un des hommes que j'estime et que j'aime le plus, et qui ont rendu à ma cause et à celle de la France les plus éclatants services. J'ai été heureux d'apprendre combien vous réussissiez dans l'administration, et je suis sûr que vous marcherez sur ses traces, je compte sur vous comme sur lui. »
En tant que préfet des Vosges, il contribua à l'embellissement et à l'aménagement de la ville thermale de Plombières-les-Bains.

En Saône-et-Loire, il favorisa la construction de voies ferrées.
Il fut nommé chevalier de la Légion d'honneur par décret du 14 juin 1856 puis promu aux rangs d'officier (décret du 15 septembre 1861) et de commandeur (décret du 14 août 1865) de cet ordre.
Charles de La Guéronnière mourut d'une rupture d'anévrisme à l'âge de trente-huit ans, peu de temps après son arrivée à la préfecture de Haute-Garonne à Toulouse.